# Internationale Cricket-Saison 1884
Die internationale Cricket-Saison 1884 fand zwischen Mai 1884 und September 1884 statt. Als Sommersaison wurden vorwiegend Heimspiele der Mannschaften aus Europa ausgetragen.

## Überblick

### Internationale Touren
| Beginn        | Heimteam | Auswärtsteam | Resultate | Artikel |
| Beginn        | Heimteam | Auswärtsteam | Test      | Artikel |
| ------------- | -------- | ------------ | --------- | ------- |
| 10. Juli 1884 | England  | Australien   | 1–0 [3]   | Artikel |